# 1,1-Dimetiletilendiamin
1,1-Dimetiletilendiamin je organsko jedinjenje sa formulom (CH3)2NCH2CH2NH2. Ono je bezbojna tečnost sa mirisom ribe. Ovo jedinjenje sadrži jedan primarni amin i jedan tercijarni amin. Ono se koristi kao helacioni diaminski ligand u pripremi metalnih katalizatora. Ovo jedinjenje je prekurzor leka hloropiramina.